# Toria
Toria (en georgiano: თორი, romanizado: Tori) es una región histórica en el centro de Georgia. Se sitúa en las estribaciones meridionales de las montañas del Gran Cáucaso, que se corresponde al actual municipio de Boryomi en la región de Mesjetia-Yavajetia. Su capital histórica es Boryomi.

## Geografía
Toria se encontraba principalmente en lo que ahora se conoce como el valle de Boryomi.  
Toria limita con Trialetia al este, Imericia al noroeste y Iberia Interior al noreste. Toria forma parte, junto Mesjetia y Yavajetia, de la región de Mesjetia-Yavajetia.  

## Historia
En la Edad Media, Tori era un clan separado encabezado por la familia Gamrekeli (posteriormente conocida como casa de Toreli). El nombre "Toria" quedó obsoleto en el siglo XV. Casi al mismo tiempo, se convirtió en un feudo hereditario de la familia Avalishvili. Posteriormente pasó a formar parte del distrito de Atabag y fue conquistada por los otomanos en el siglo XVI. 
En los siglos XVII y XVIII, Toria fue reconquistada por el reino de Iberia.

## Galería

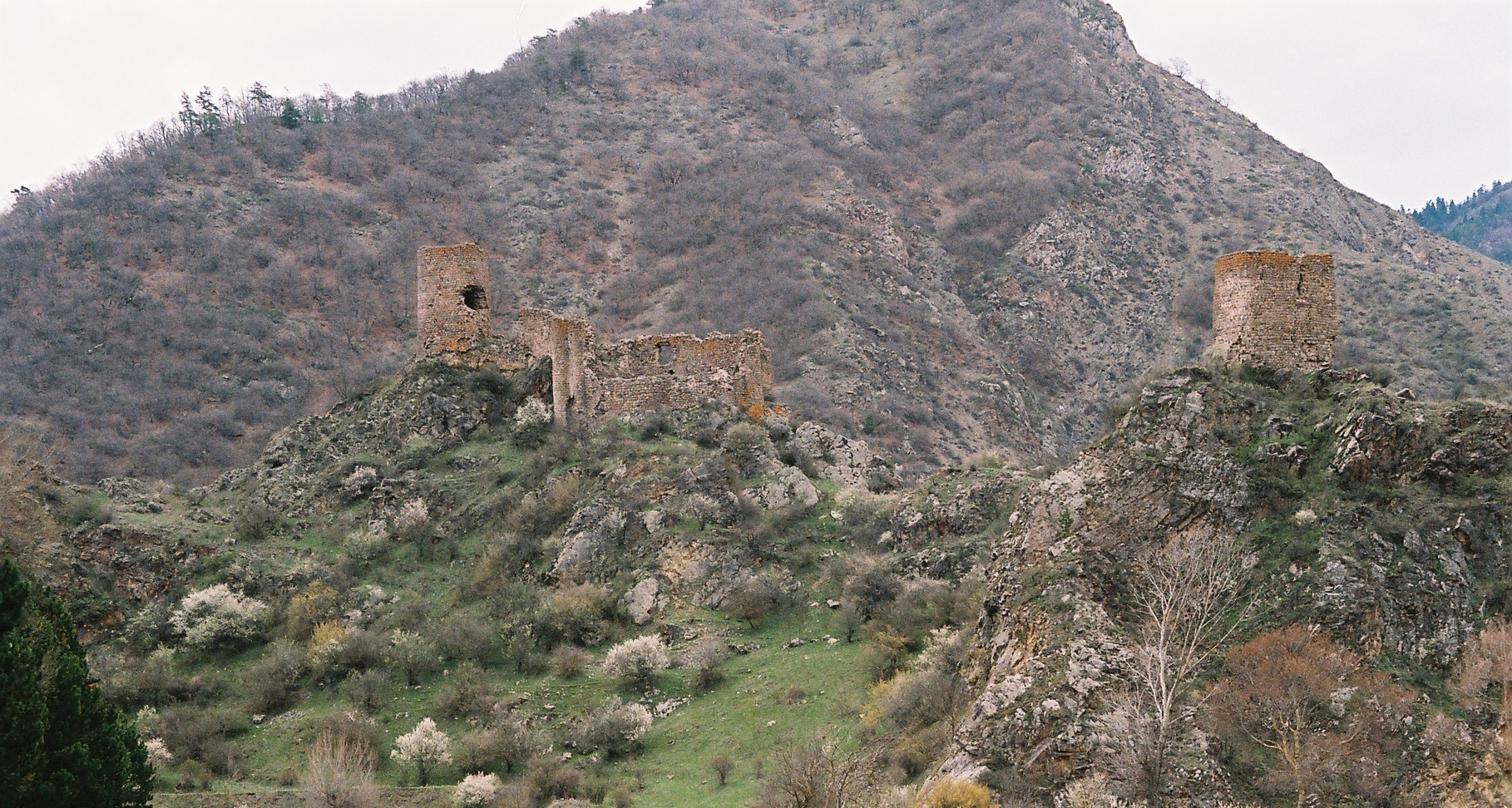
Fortaleza de Slesa
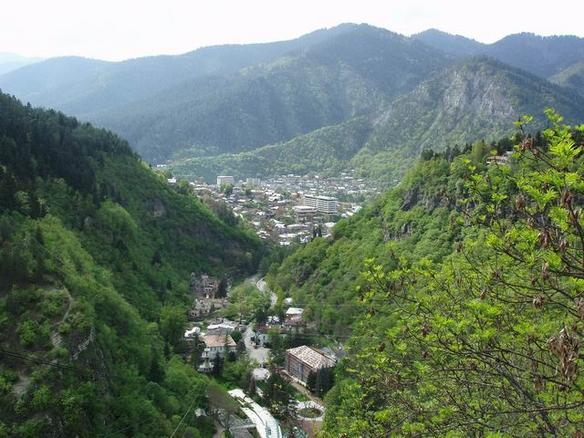
Vista de Boryomi
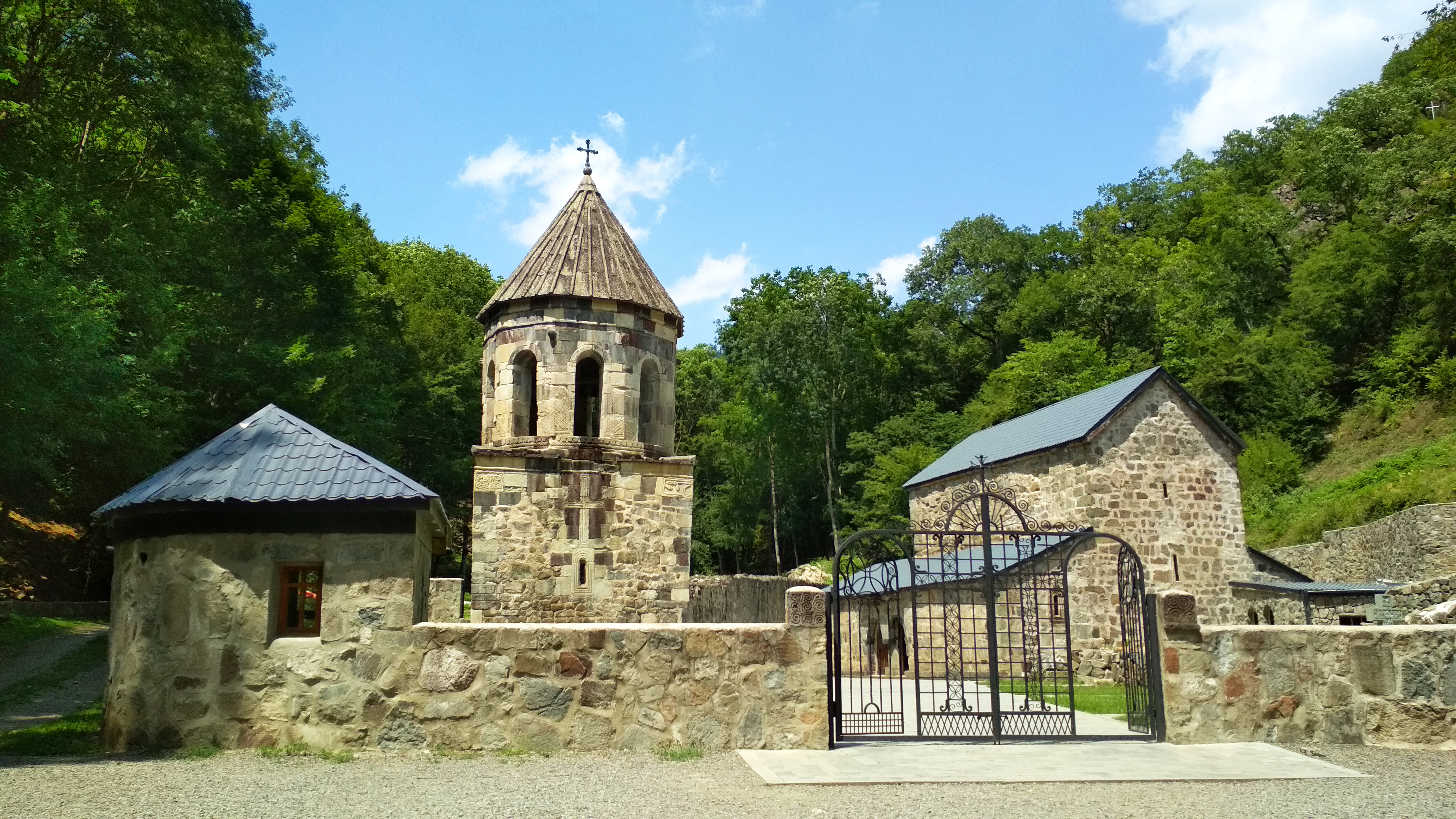
Monasterio Mtsvane